# John Ernest Weaver
John Ernest Weaver (* 5. Mai 1884 in Villisca, Iowa; † 8. Juni 1966 in Lincoln, Nebraska) war ein US-amerikanischer Botaniker und Universitätsprofessor.
Weaver studierte an der Universität Nebraska und an der University of Minnesota, wo er 1916 zum PhD promoviert wurde. Von 1912 bis 1913 arbeitete er als "Instructor of Botany" am Washington State College. 1915 wurde er "Assistant Professor of Botany" an der Universität Nebraska, wo er von 1917 bis zu seiner Emeritierung 1952 als Professor für Pflanzenökologie wirkte.
Weaver veröffentlichte zahlreiche Arbeiten vor allem zu Vegetation und Ökologie der Prärien und veröffentlichte 1929 zusammen mit Henry Chandler Cowles das erste amerikanische Ökologie-Lehrbuch. Er war Mitglied mehrerer wissenschaftlicher Vereinigungen, darunter der Botanical Society of America, der Ecological Society of America, und der Nebraska Academy of Sciences.

## Schriften
- Study of Amygdalus Persica. Unpublished thesis (1910)
- A Study of the Vegetation of Southeastern Washington and Adjacent Idaho. Lincoln, Nebraska. (1917)
- The ecological relation of roots.- Carnegie Institution of Washington, Publ. 286. (1919)
- Root Development in the Grassland Formation, a Correlation of Root Systems of Native Vegetation and Crop Plants. Washington, Carnegie Institution of Washington (1920)
- Development and Activities of Roots of Crop Plants; A Study in Crop Ecology. Carnegie Institution of Washington. mit Frank C. Jean and John W. Crist (1922)
- Plant Ecology, 2nd Ed.- New York. mit F.E. Clements (1938)
- North American Prairie. Lincoln, Neb., Johnsen Pub. Co. (1954)
- Grasslands of the Great Plains: Their Nature and Use. Lincoln, Neb., Johnsen Pub. Co. mit F.W. Albertson (1956)
- Native Vegetation of Nebraska. Lincoln, University of Nebraska Press (1965)
- Prairie Plants and Their Environment; a Fifiy-year Study in the Midwest. Lincoln, University of Nebraska Press (1968)

| Personendaten    | Personendaten               |
| ---------------- | --------------------------- |
| NAME             | Weaver, John Ernest         |
| KURZBESCHREIBUNG | US-amerikanischer Botaniker |
| GEBURTSDATUM     | 5. Mai 1884                 |
| GEBURTSORT       | Villisca, Iowa              |
| STERBEDATUM      | 8. Juni 1966                |
| STERBEORT        | Lincoln (Nebraska)          |